# San Sebastiano, Mantua
För andra betydelser, se San Sebastiano.
San Sebastiano är en kyrka uppkallad efter helgonet Sebastian i Mantua. Kyrkan är ritad av Leon Battista Alberti och byggnadsarbetena påbörjades 1460. Fasaden saknar helt kolonner, trots att Alberti i sin arkitekturtraktat De re aedificatoria förklarat att kolonnen är fasadens ädlaste ornament.